# Джейд, Лейла
Лейла Джейд (англ. Layla Jade; род. 1 октября 1980, Великобритания) — известная британская фотомодель и бывшая порноактриса. В настоящее время также кинопродюсер и режиссёр порнофильмов.

## Карьера
До начала карьеры порноактрисы, работала медсестрой в доме престарелых. В 1998 году состоялся порно дебют актрисы в фильме «Butt Bangers Bonanza». С начала порно карьеры снималась для множества студией, таких как: Devil’s Film, Vivid Entertainment, Metro, Sin City, Seduction, Elegant Angel, Mile High, Forbidden Films, Hustler Video, VCA Pictures, Adam&Eve, New Sensations, Evil Angel и Private.
В 2002 году, создала свое модельное агентство First Choice Models Inc.

## Личная жизнь
Описывает себя как бисексуалка.

## Награды и номинации
| Год  | Церемония  | Результат | Номинация                                                                          | Фильм                        |
| ---- | ---------- | --------- | ---------------------------------------------------------------------------------- | ---------------------------- |
| 2000 | AVN Award  | Номинация | Лучшая сцена мастурбации                                                           | Sodomania 29                 |
| 2000 | AVN Award  | Номинация | Лучшая сцена группового секса (совместно с Эммой, Беном Довером, Бобом и Паскалем) | Ben Dover’s The Booty Bandit |
| 2001 | AVN Award  | Номинация | Лучшая сцена анального секса (совместно с Максом Хардкором)                        | Max Extreme 11               |
| 2001 | XRCO Award | Номинация | Orgasmic Analist                                                                   | н/д                          |